# Настоящие каракатицы
Настоящие каракатицы (лат. Sepiidae) — семейство моллюсков из класса головоногих.
Включает более 100 видов довольно большого размера, с удлинённым овальным сплющенным телом, окантованным плавником.
Присоски оснащены роговыми кольцами, но без крючьев. Есть хорошо развитая кость каракатицы и большой чернильный мешок. Длина тела некоторых видов до 50 см и вес до 12 кг.
Обитают в тёплых водах тропических и субтропических широт.
Представители семейства являются объектами коммерческого лова. Чернила Sepiidae издавна использовались в качестве краски под названием «сепия».
Один из наиболее известных видов — лекарственная каракатица (Sepia officinalis Linnaeus).

## Роды
На декабрь 2023 в семейство включают 14 родов:
- Acanthosepion Rochebrune, 1884
- Ascarosepion Rochebrune, 1884
- Aurosepina Jothinayagam, 1987
- Decorisepia Iredale, 1926
- Digitosepia Lipiński, 2020
- Doratosepion Rochebrune, 1884
- Erythalassa A. Reid, 2023
- Hemisepius Steenstrup, 1875
- Lusepia A. Reid, 2023
- Rhombosepion Rochebrune, 1884
- Sepia Linnaeus, 1758
- Sepiella Gray, 1849
- Spathidosepion Rochebrune, 1884